# Вулиця Грибоєдова (Київ, Звіринець)
Ву́лиця Грибоє́дова — зникла вулиця, що існувала в Печерському районі міста Києва, місцевість Звіринець. Пролягала від Видубицької вулиці до Військово-Кладовищенської вулиці.
Прилучалися Окружна вулиця та Громадянський провулок.

## Історія
Вулиця виникла в 80–90-х роках XIX століття під назвою Печерсько-Караваєвська. Назву вулиця Грибоєдова отримала 1940 року (назву підтверджено 1944 року). Ліквідована близько 1944–1945 року в зв'язку зі знесенням старої забудови та формуванням ботанічного саду. Однак офіційно вулиця була ліквідована лише 1977 року.